# Historia de Rancagua
La historia de la ciudad de Rancagua, Chile, se remonta al período de la conquista por parte de la Corona Española aunque la zona había sido habitada por diversos grupos indígenas con anterioridad.

## Habitantes prehispánicos

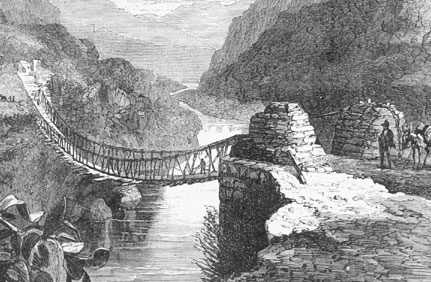
Puente del tipo descrito.

Los picunches promaucaes son los primeros habitantes conocidos del Valle de Rancagua. Los promaucaes iniciaron la construcción de un pucará en el Cerro La Compañía y un puente colgante de cuerda y mimbre sobre el río Cachapoal, que facilitó las expediciones incaicas hacia el sur de su imperio. Los incas fortificaron el pucará utilizándolo como fuerte. La presencia incaica no significó la pérdida de autoridad local, ni de sus tierras a los caciques picunches. El puente fue utilizado por los españoles para extender hacia el sur la conquista territorial y constituía el paso obligado de los viajeros en el tiempo de la Colonia.

## Antecedentes
Varios factores contribuyeron a la fundación de la ciudad de Rancagua. Entre ellos se encuentra el deseo de la corona y autoridades de asegurar las conquistas, atraer colonos y beneficiarse económicamente de los nuevos territorios. Por ejemplo, en 1647 el gobernador Mujica observó que

El distrito de ochenta leguas que hay de esta ciudad (Concepción), a la de Santiago, y otras tantas de ella a la de Coquimbo(La Serena), no hay ningún pueblo fundado de españoles y están los que eran de indios arruinados y totalmente inhabilitados.

Otro factor fue la existencia de un caserío -de aproximadamente diez familias- en los tiempos de la conquista. Ese caserío estaba cerca de un puente de mimbres construido por los incas, aproximadamente a un kilómetro de los actuales. Ese puente fue reparado en 1545 por orden del Cabildo de Santiago. Es probable que en ese caserío haya existido una posada (como la que había en Rengo).
Desde esa época hasta 1723, el caserío en este "lugar de cañas" (Rangkülwe, mapudungun "cañaveral") creció lentamente y se creó una pequeña industria de producción de paños, frazadas y cordeles. Al mismo tiempo, la explotación de las minas de Alhué y de El Sauce (oro) y la que eventualmente sería llamada El Teniente (cobre) fue motivo de que más personas se trasladaran a vivir allí y el caserío cobró entonces una existencia más segura y el nombre comenzó a ser usado oficialmente. Por ejemplo, en 1580 fue fundada la parroquia del Sagrario de Rancagua. Y la hacienda que tuvieron los jesuitas en las inmediaciones se llamaba “Estancia de Rancagua”.
La región en que se encontraba era conocida como la provincia o corregimiento de Rancagua. 
Un tercer factor fue el deseo del rey y de las autoridades de la colonia que querían imponer la voluntad real y la legislación vigente por sobre las tendencias autárquicas y el sistema semi-feudal que los encomenderos, órdenes religiosas y otros estaban implantando. Ese sistema favorecía la explotación de los aborígenes y perjudicaba los intereses del imperio español y el desarrollo económico de las colonias, que el gobierno hispánico buscó impulsar (véase, por ejemplo: Leyes Nuevas y ilustración española). Finalmente el rey emitió un edicto que dice en parte:

Siendo tan propio que los españoles vivan en poblaciones con buena administración de justicia, así por la común sociedad, como para dar ejemplo a que los indios se pueblen voluntariamente, ha parecido ordenar i mandar, como lo hago, a mi gobernador de esas provincias dé las órdenes que convengan, mandando con graves apercibimientos, que todos los españoles que se hallaren en ese reino en ranchos, haciendas i chacras, se reduzcan y vayan a vivir a las ciudades i poblaciones de españoles (...) I si los dichos españoles no se quisieren reducir a las ciudades o pueblos de españoles o a las nuevas poblaciones que se señalaren, dentro del término prefinido o que se prefiniere, se les confisquen por el mismo hecho todos sus bienes i haciendas i se les destierre del reino, o pongan en los presidios que pareciere como a gente vaga i sin reconocimiento de domicilio
Cédula Real, 26 de abril de 1703.

Sin embargo, los abusos continuaron cada vez más agudos y extremos, hasta el punto que, en 1723, se produjo un alzamiento general de indígenas. Una vez restablecido el control español, las autoridades tomaron medidas para evitar nuevas rebeliones y se ocuparon de acabar con los peores abusos. En Rancagua fue apresado Diego de Encalada -encomendero- pero su influencia y la lejanía e ineficacia del gobernador, unido a la falta de autoridades locales, impidieron que se tomaran medidas efectivas. Lo mismo sucedió a nivel más general: la política de explotación y degradación de la población nativa (incluyendo por ahora el creciente mestizaje) continuó. Como el cabildo de Concepción indicó -en relación con la política que se seguía hacia la población local: si se le quitan las borracheras se irán al enemigo y por el vino están entre los españoles.
Es sobre ese telón de fondo, que tuvo lugar el nombramiento, en 1736, de José Manso de Velasco como Gobernador de la Capitanía General de Chile. Sus preocupaciones principales fueron el saneamiento de la administración colonial y el aumento de la hacienda fiscal, a fin de beneficiar al Reino. Fundamental para ese propósito era fundar centros a través de los cuales se pudiera implantar un sistema político administrativo que representara tanto los intereses del imperio como los de los súbditos españoles comunes y corrientes. Es decir, la fundación de localidades en las cuales existieran tanto cabildos independientes de los encomenderos, sus administradores y órdenes religiosas como corregidores que representaran a la autoridad central. En una apartado del Código de Instrucciones que acompaña a la Cédula Real de 1703 cuando se refiere a la organización de una nueva ciudad estipula:

(Habrá una plaza y) en uno de los costados de ésta, se cerrará una cuadra en área para casa del Ayuntamiento, de Corregidor i Cárcel i lo restante para propios de la villa

## Fundación

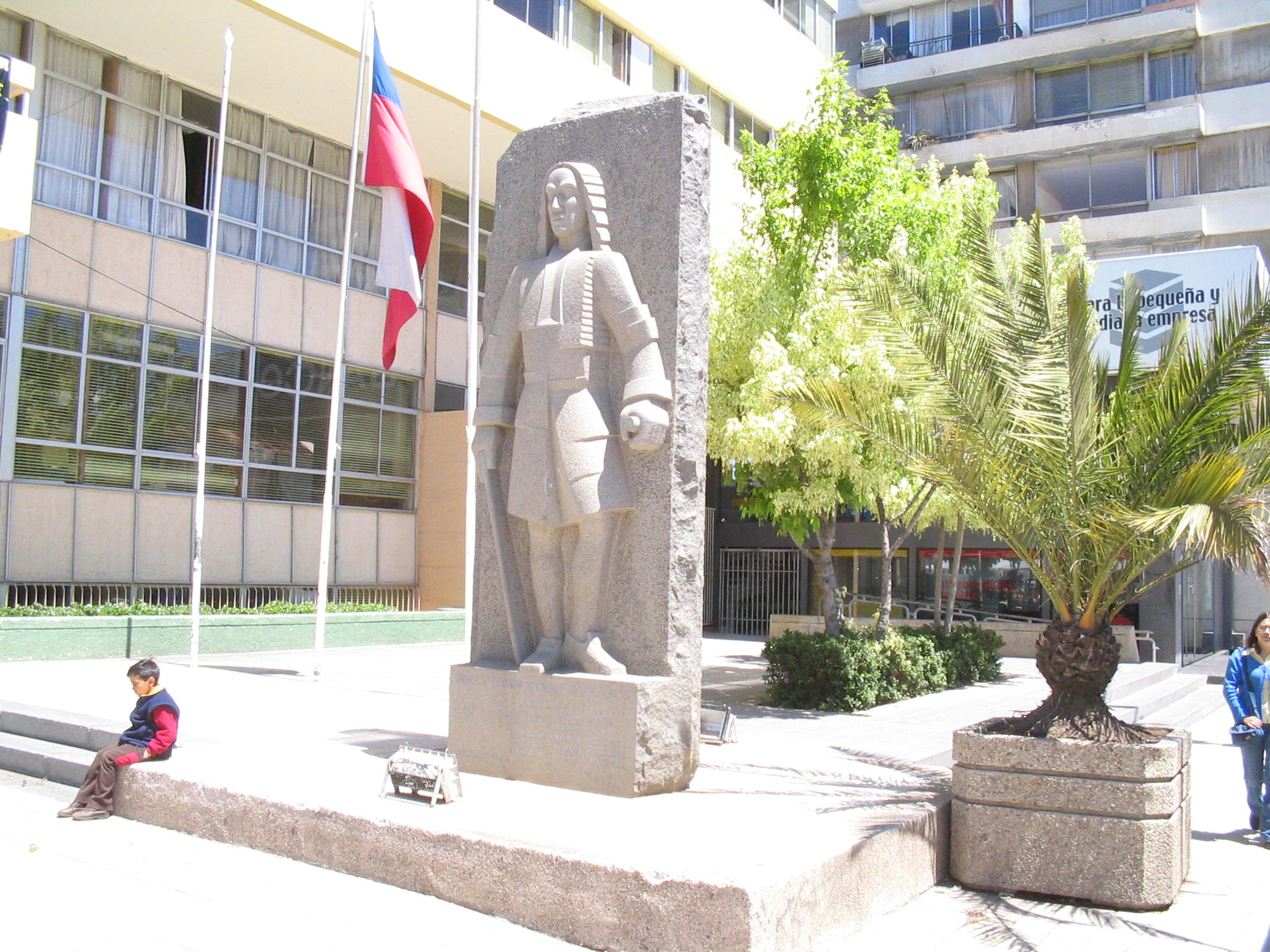
Monumento a José Antonio Manso de Velasco, fundador de Rancagua.

Debido a esos factores, el 5 de octubre de 1743 el gobernador del Reino de Chile, José Antonio Manso de Velasco, fundó -no sin oposición tanto de los encomenderos como de algunas órdenes religiosas- la nueva villa, en terrenos cedidos por el Cacique Guaglén, a cambio del reconocimiento de su título por el rey. Como gesto simbólico de las intenciones y antecedentes mencionados, Manso de Velasco tomó el

estandarte de la compañía de esta doctrina (y) lo fijó en señal de posesión, tomándola y comunicándola a los pobladores de dicha villa en nombre del rey nuestro señor; y le puso por título y nombre Santa Cruz de Triana, con lo que con mucho aplauso de los circunstantes y de los vecinos del dicho partido fue aceptada y recibida

El acto fue aprobado por Real Cédula del 29 de julio de 1749.
Parece que el nombre Rancagua era ya de uso anterior o se le aplicó pronto a la nueva ciudad. Según el director del diario local El Rancagüino, Héctor González, en su libro "Rancagua en la Historia", el motivo es que

el pueblo con raíces indígenas encontró más fácil decir 'Rancagua' que el largo nombre que le diera el fundador. (...) El pueblo, tradicionalista y cómodo, fue con el transcurso de los años, perdiendo la costumbre de hacer una distinción y la villa comenzó a ser mencionada con el nombre de su entorno y de su pueblo natural: Rancagua.

Tal como había hecho en la planificación de diversas ciudades, Manso de Velasco la proyectó, de acuerdo con las ordenanzas mencionadas, e influido por la concepción urbanística de Felipe II, como un damero, que consiste en un plano similar a un tablero de ajedrez; 8 cuadras por 8 cuadras. Cada cuadra se dividía en 4 partes, denominadas solares. La villa estaba rodeada en sus cuatro lados por acequias (en las llamadas cañadillas). Se destacó la plantación de algunos árboles, especialmente álamos, que dieron origen años después a la "Alameda". 
Manso de Velasco nombró como Protector de la Villa a Martín de Jáuregui, quien repartió las cuadras y solares demarcados para las diversas funciones de la época. En adición a las asignaciones mencionadas -casa del Corregidor, Cárcel y Ayuntamiento-, donó 2 cuadras (8 solares) a la orden de los franciscanos. Dicho terreno, actualmente constituye las dos manzanas delimitadas por las calles Estado, Almarza, Millán e Ibieta. También asignó terrenos para los jesuitas y para el Convento de Nuestra Señora de la Merced.
Adicionalmente, Gerónimo Hurtado de Mendoza (miembro de una destacada familia local) fue nombrado Corregidor, Justicia Mayor, Lugarteniente de Alcalde y Mayor de Minas; Pedro Lasso de la Bega, pregonero; Ignacio Baeza Valenzuela y José Alarcón, alguaciles; José de Burgos, escribano. Sin embargo el Cabildo no se constituyó por mucho tiempo, posiblemente hasta el año 1786, cuando una Real Cédula (14 de marzo) proveyó su constitución con los siguientes cargos: dos Regidores; Alférez Real; Alcalde Provincial; Alguacil Mayor, y Depositario General. El pregonero de aquel tiempo (Antonio Soto) tuvo una dura tarea: algunos de los cargos en remate fueron anunciados más de treinta veces con pregón a son de tambor. La vara de alguacil mayor, que se estimó en setenta pesos, no interesó a los postores sino después de un año de anunciar su remate. Pedro Reina y Molina fue el primer policía de la villa con funciones oficiales reconocidas. Y sólo en 1792, Andrés Villarreal compró el cargo de Primer Escribano Público y del Cabildo.

## Primeros desarrollos
Como se ha sugerido, el crecimiento de la ciudad fue lento y no ajeno a trastornos. Menos de dos décadas después de su fundación -en 1751- Santa Cruz de Triana fue sacudida por un fuerte terremoto que afectó a toda la región central y sur del reino. La ciudad fue casi totalmente destruida y muchos de sus habitantes la abandonaron. Sin embargo, a finales del siglo Santa Cruz de Triana contaba, entre sus edificios "públicos" o cívicos, en adición a la parroquia del "Sagrario de Rancagua" - fundada en 1780- y la cárcel y los demás establecidos en su fundación, con una escuela laica, alguna pequeñas empresas y el regimiento de Dragones de Sagunto, que cumplía las labores de vigilancia, mantenimiento de orden y guardia de la cárcel.

## Batalla de Rancagua

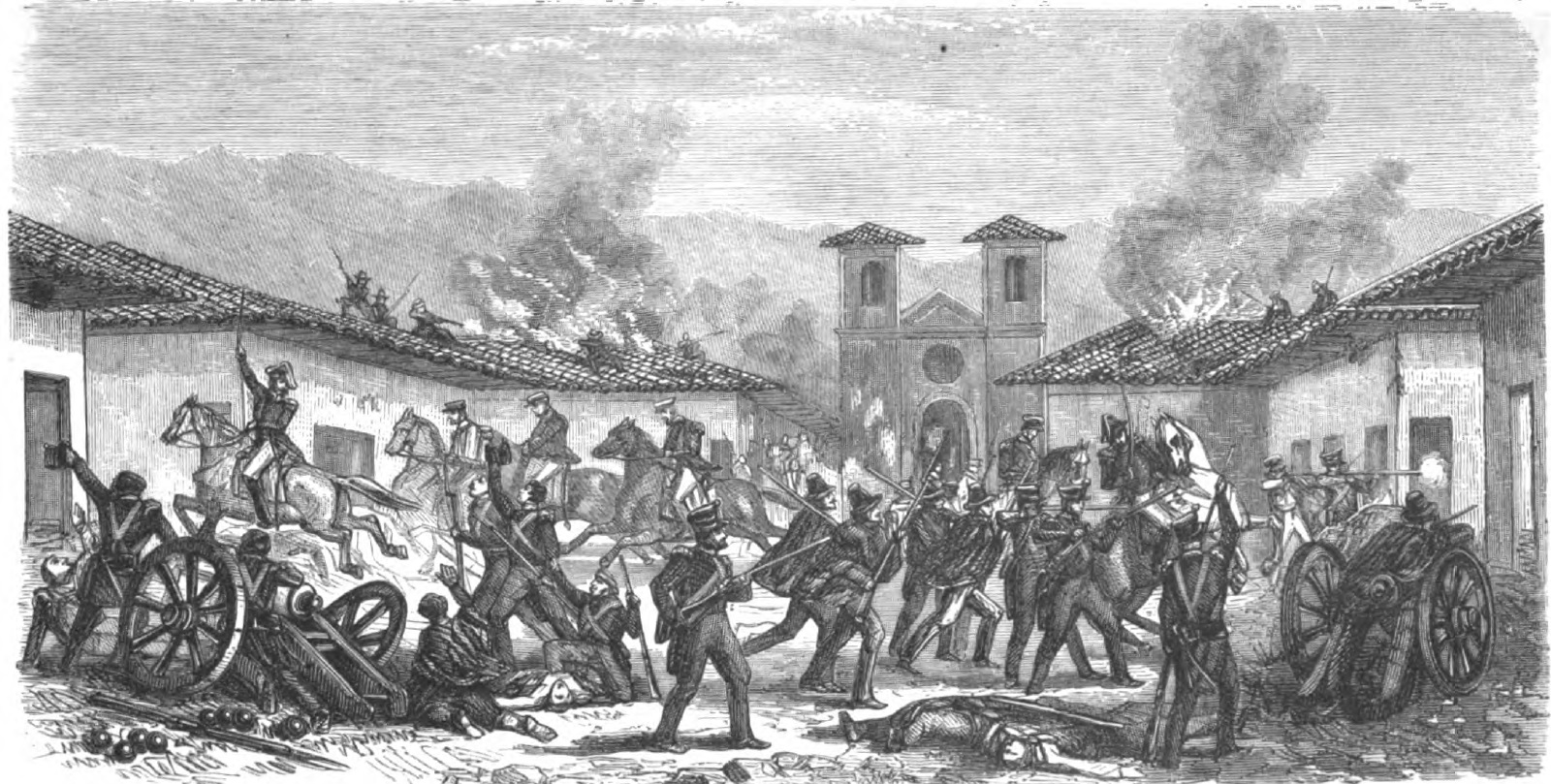
Desastre de Rancagua, ocurrido el 1 y 2 de octubre de 1814.

En la ciudad de Rancagua fue testigo de la batalla que marca el fin de los primeros proyectos republicanos por la independencia de Chile. El hecho ocurrió los días 1 y 2 de octubre de 1814. El brigadier Bernardo O'Higgins, al mando de José Miguel Carrera, se encerró en la plaza de la ciudad para detener las tropas realistas de Mariano Osorio, logrando resistir durante dos días, hasta que pudieron romper el cerco y huir. Durante el fragor de la batalla, Bernardo O'Higgins dice nuevamente la frase que había acuñado meses antes en la batalla de El Roble: O vivir con honor o morir con gloria.
La derrota de los patriotas en esta batalla produce el fin de la Patria Vieja, la huida de los líderes emancipadores a la Argentina y el comienzo del período histórico de la llamada Reconquista.
La derrota que sufrieron las fuerzas patriotas en la plaza de Rancagua, provocó la casi total destrucción de sus casas y la persecución de los que lucharon en la resistencia contra las autoridades realistas. Para honrar y perpetuar la memoria de estos acontecimientos, el Director Supremo, don Bernardo O’Higgins, le confirió el título de ciudad “muy leal y nacional” el 27 de mayo de 1818. El mismo Decreto estableció el Escudo de la ciudad con el lema “Rancagua renace de sus cenizas porque su patriotismo la inmortalizó”.

## Desarrollo urbanístico

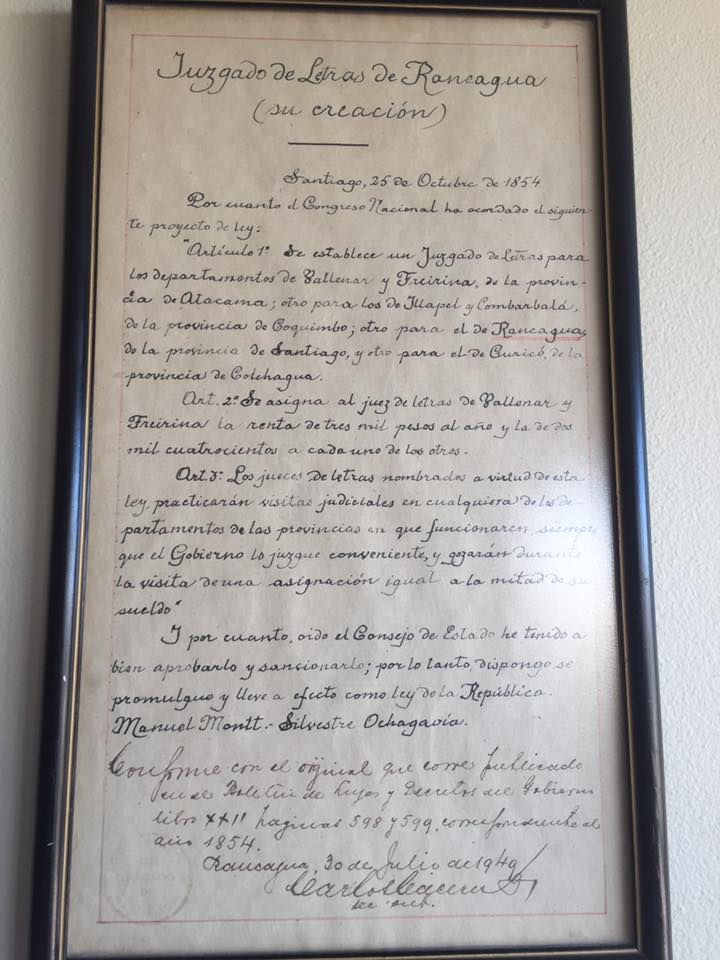
Réplica de la Ley que creó el primer Juzgado de Letras en Rancagua.

En 1825 se eligió el primer Cabildo de la ciudad. Esta votación se vio marcada por el enfrentamiento entre o'higginistas y Freiristas. Tras una serie de complicaciones, se realizó la jura de la Constitución que se hizo -con todas las formalidades- el 27 de septiembre de 1828. Más tarde se designó un Asesor Letrado, para dirimir los conflictos que se producían en la naciente ciudad. A partir de estas fechas tanto en la ciudad como en la zona en general empiezan a adquirir una creciente importancia las actividades mineras
Hacia 1831 se comenzó la construcción de la alameda en la cañada norte, que fue inaugurada con una gran fiesta en 1834. Administrativamente, Rancagua era cabecera del Departamento de Rancagua, que pertenecía a la Provincia de Santiago. En 1840 se creó el Colegio de Instrucción Superior, que serviría de continuación a los jóvenes egresados de la escuela municipal que existía (actual "Colegio Moisés Mussa"), fundada en 1791. En 1842 surgió en Chile un gran movimiento intelectual, la Sociedad Literaria de 1842, que tuvo como gran protagonista al rancagüino José Victorino Lastarria. Una ley dictada el 25 de octubre de 1854 ordenó la instalación de un Juzgado de Letras en el Departamento de Rancagua.

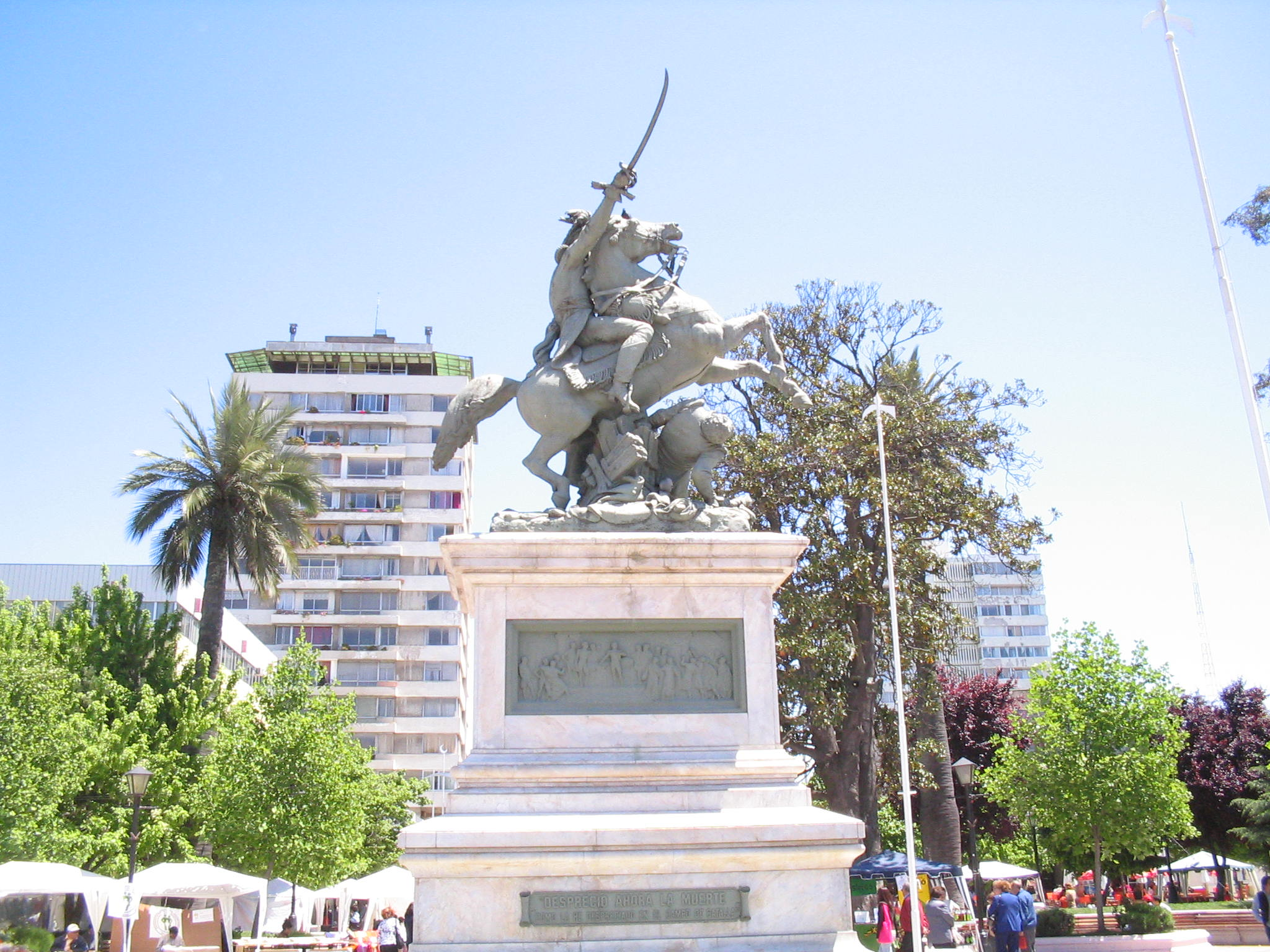
Monumento a Bernardo O'Higgins, que fue instalado en 1912 al centro de la Plaza de Los Héroes, conmemorando la Batalla de Rancagua.

En la ciudad comenzaron a surgir necesidades. La iluminación fue una de ellas, por lo que en 1843 se colocaron faroles de vela en las calles principales, que no serían cambiadas por faroles a parafina hasta 1858. También surgieron los primeros periódicos de la ciudad, como El Porvenir (1871), El Fénix (1872), El Lautaro, El Heraldo, El Crepúsculo, El Patriota y El Progreso y La Voz del Pueblo. El Lautaro sería la voz de los balmacedistas en la Revolución de 1891, y luego de la derrota del presidente Balmaceda el diario fue descontinuado y sus imprentas saqueadas. 
En 1892 llega a Rancagua el doctor Eduardo De Geyter, quien sería nombrado médico de la ciudad. Su labor se extendió hasta 1925, año de su muerte.
En 1883, se crea la Provincia de O'Higgins, a partir del antiguo Departamento de Rancagua, del que se segregan 10 subdelegaciones que pasan a integrar el Departamento de Melipilla. La Provincia de O'Higgins está formada por 3 departamentos: Rancagua, Maipo y Cachapoal, siendo su capital Rancagua, la que toma una nueva importancia. 
Los avances que se iniciaron a principios del siglo XX permitieron un mayor desarrollo urbanístico de Rancagua. Alrededor de 1905 comienza la explotación industrial a gran escala de la mina El Teniente. En 1903 se autorizó la implementación de un sistema de tranvías por calles Estado e Independencia, proyecto que sería concretado en 1918 con la instalación de tranvías eléctricos. En 1912 se instaló el Monumento a O'Higgins de la Plaza de Los Héroes: se reemplazaron los pilones que existían en el mismo lugar. El 18 de octubre de 1925, el Papa Pío XI creó la Diócesis de Santa Cruz de Rancagua mediante la Bula "Apostolici Muneris Ratio". El 25 de abril de ese mismo año se formó la Cámara de Comercio de Rancagua.

## Sede del Mundial de Fútbol
En 1956 se estableció que Chile sería el país sede de la Copa Mundial de Fútbol de 1962. Luego del terremoto de Valdivia que arrasó con todas las ciudades al sur de Talca provocando más de 50.000 muertos y dos millones de afectados, se revaluaron las ciudades sede del Mundial, descartándose Talca, Concepción, Talcahuano y Valdivia, mientras que Antofagasta y Valparaíso desisten de ser sedes ya que sus estadios no podían ser autofinanciados. Sin embargo, la Braden Copper Company, dueña de la mina El Teniente, permite la utilización del Estadio El Teniente, que en ese entonces tenía capacidad para 8.234 espectadores.
Finalmente Rancagua acogió al grupo D, compuesto por Hungría, Inglaterra, Argentina y Bulgaria. Los partidos en la ciudad se realizaron entre el 30 de mayo y el 10 de junio de 1962, donde se enfrentaron en cuartos de final Alemania Federal y Yugoslavia.

## Historia reciente
En 1981 se permite el tránsito de peatones por la calle Independencia, entre San Martín y Bueras. En la década de 1990 se continuaría con el tramo entre Bueras y la Plaza de los Héroes.
En 1990 fue inaugurado en el extremo norte de la ciudad el Shopping Center Punta del Sol, primer centro comercial construido fuera de Santiago. 8 años después abrió sus puertas el «Mall del Centro Rancagua», ubicado cerca del eje comercial de la ciudad.